# 長崎絵師通吏辰次郎
『長崎絵師通吏辰次郎』（ながさきえしとおりしんじろう）は、書き下ろしで刊行されている佐伯泰英の時代小説シリーズ。

## 概要
佐伯泰英が、それまでの国際派ミステリー小説作家から時代小説作家へと転向して、『密命』の次に上梓した書き下ろし時代小説が、このシリーズの1巻『瑠璃の寺』である。ただし、作者のインタビューによるとシリーズ化は想定していなかったということである。当初は『瑠璃の寺』というタイトルで、後にハルキ文庫より刊行される際に『悲愁の剣』と改題した。2003年には続編として『白虎の剣』が刊行された。『白虎の剣』では、辰次郎が長崎へ帰還したため、主要な舞台は江戸から長崎に変わっている。

## あらすじ
享保4年（1719年）八朔（8月1日）、季次家の遺児・茂嘉を連れて江戸に来た長崎の絵師・通吏辰次郎。辰次郎は季次家没落の原因となった密貿易が冤罪である事を証明し家を再興させるために江戸に出てきた。しかし、そこで知った事件の真相は…（『悲愁の剣』）。
享保6年（1721年）、盲目の少女・おしのの眼の治療のため、長崎に戻った辰次郎に、長崎の町年寄達からオランダ相手の密貿易の頭取となるよう命が下される。密貿易の利をめぐって、唐人の秘密結社・黄巾党の刺客との戦いが繰り広げられる（『白虎の剣』）。

## 主要登場人物
通吏 辰次郎（とおり しんじろう）
本作の主人公。直心影流の遣い手。幼馴染の季次茂之と瑠璃が祝言を挙げた夜、オランダ船に密航して日本を脱出。東南アジア諸国を旅して暮らした。マカオでジュゼッペ・カスティリオーネに師事し西洋の画法を習得する。
しかし、季次家が没落した事を知り日本に帰国。茂之と瑠璃が死んだ事を知り、2人の遺児・茂嘉を連れて季次家の無実を証明するために江戸に上る。江戸にいた時は、長崎伯雲の名で絵師の看板を掲げた。
長崎に戻った後は長崎会所の御用絵師の仕事に就いた。
辰次郎が日本を出たもう1つの目的は、鎖国や海外貿易への規制が強まるのに対抗して、密貿易の拠点の総支配人となるためだった。交易所は安南に設けられ、そこでの辰次郎の名は「沈季龍大人（しんきりゅうたいじん）」。
享保4年（1719年）の時点で27歳。父は唐絵目利で出島の御用絵師だった。
おしの
盲目の少女。浅草寺北馬道寺領の銀杏長屋で暮らす植木職人富蔵の娘。
季次 茂嘉（すえつぐ しげよし）
季次茂之と瑠璃の遺児。隠岐での経験で、口がきけなくなっている。実は辰次郎と瑠璃の一夜の契りによって出来た子。
季次 茂之（すえつぐ しげゆき）
辰次郎の幼馴染。長崎代官季次家の嫡男。隠岐へ流罪となった後、密貿易が冤罪である事を証明しようと運動している最中に、刺客に襲われ茂嘉を除いて一族もろとも殺される。
瑠璃（るり）
辰次郎の幼馴染。惣町乙名・平塚四郎平の娘。死んだと思われていたが、老中久世大和守の側室として生きていた。
高尾太夫（たかおだゆう）
吉原の遊女。辰次郎に自分の屏風絵を描くよう依頼する。
車 善七（くるま ぜんしち）
浅草の非人頭。江戸の長吏頭の浅草弾左衛門の支配を抜けようとして弾左衛門と対立する。
あした
善七の娘。阿蘭陀商館一行が江戸に参府した折に阿蘭陀人の1人が吉原の女郎に産ませた娘で、母親から捨てられたのを善七が拾って娘として育ててきた。
與吉（よきち）
善七の配下。浅草瑠璃堂の天井画の製作を手伝う。
大村備前守清治（おおむらびぜんのかみ きよはる）
末次家に密貿易の疑いをかけ取り潰した長崎奉行。後に大目付に出世。
河原 武左ゑ門（かわら ぶざえもん）
長崎目付。大村備前守と共に季次家の密貿易の嫌疑を取り調べた。
久世大和守唯周（くぜやまとのかみただかね）
幕府老中。下総関宿藩5万8千石の譜代大名。
穂坂 廖馬（ほさか りょうま）
久世大和守の用心棒。
金森 紀十郎（かなもり きじゅうろう）
南町奉行所の筆頭与力。大岡越前守忠相の懐刀。
上野 治介（うえの じすけ）
南町奉行所の同心。
石橋 良庵（いしばし りょうあん）
オランダ通詞。辰次郎の親友。長崎でも一、二を争う通詞で、医学にも通じている。
平嶋 棟碩（ひらしま とうせき）
辰次郎の親友の蘭医。
魚屋 俊吉（ととや しゅんきち）
丸山乙名。辰次郎が若い頃から世話になっていた兄貴分。魚屋の名は、先祖が魚屋だったことから。
和茶（わちゃ）
丸山遊郭の福住楼の遊女。本名・篠塚神女（しのづかかんじょ）。元・平戸藩6万1千石・松浦肥前守の家臣の娘でキリシタン。
通吏 龍太郎（とおり りゅうたろう）
辰次郎の兄。通吏家を継いで御用絵師となっている。辰次郎とは折り合いが悪い。
岡谷 健三郎（おかや けんざぶろう）
辰次郎の手下。19歳。唐人乙名の三男坊で語学が堪能。十字手裏剣の遣い手。
東村 峰太郎（ひがしむら みねたろう）
辰次郎の手下。21歳。日行使の子。棒術と空手の遣い手。
高木 孝右衛門（たかぎ こうえもん）
長崎町年寄の座頭。
薬師寺 実由（やくしじ さねよし）
長崎町年寄の1人。
福田 弁松（ふくだ べんまつ）
長崎町年寄の1人。
後藤 総三郎（ごとう そうざぶろう）
長崎町年寄の1人。
久松 太郎左衛門（ひさまつ たろうざえもん）
長崎町年寄の1人。町年寄の次期頭人候補。
高島 長兵衛（たかしま ちょうべえ）
長崎町年寄の1人。
町村屋光五郎（まちむらや みつごろう）
江戸町の惣乙名。高木孝右衛門の娘婿。
米七（よねしち）
長崎本大工町の棟梁。
村崎 権左衛門（むらさき ごんざえもん）
出島乙名。
フォン・ヒュースケン
オランダ人医師。出島の前阿蘭陀商館長のフランソワ・ゲイスベルトが日本を離れるに当って、次の商館長になる。
董 新欽（とう しんきん）
日本に帰化した唐人の鍼灸師。興福寺に寄宿している。おしのの鍼灸の師。
譚 利楊（たん りよう）
身の丈6尺以上の若者。父は南京船の船商。
宇田川 陣斎（うだがわ じんさい）
小普請から抜擢された長崎目付。230石の旗本で柳生新陰流の免許皆伝。
石河 政郷（いしこ まささと）
長崎在勤の長崎奉行（享保6年（1721年）の時点）。
林 小平（りん しょうへい）
黄巾党の頭分。福建省に生まれた渡来唐人。その正体は長崎町年寄・薬師寺実由。
史耕（しこう）
黄巾党の副首領。身の丈6尺5寸（約197センチ）の巨漢。
田武遜（でんぶそん）
黄巾党のもう1人の副首領。
邪鬼漢（じゃきかん）
黄巾党の助役。薙刀矛の遣い手。
高威文（こういぶん）
唐人屋敷の福建船商の1人。黄巾党と手を組み、政敵を始末させることで屋敷の実権を握った。

## 用語解説
備前包平（びぜんかねひら）
辰次郎の刀。刃渡り2尺9寸2分。安南の賭場で、南蛮船の船頭から借金のかたにとりあげた代物。
藤原貞広（ふじわらさだひろ）
辰次郎の脇差。1尺9寸。
浅草瑠璃堂（あさくさるりどう）
浅草今戸町に、囚人や花魁、非人の霊を供養するために善七の主導で造られた聖堂。辰次郎がこの天井にフレスコ画の「天女楽園図」を描く。
赤交易（あかこうえき）
幕府の貿易統制令により、交易船の減少で損失を被る事を見越した長崎会所が企てた密貿易。オランダが新たにマニラに設ける商館を通じて物産を集め、密貿易の拠点として長崎に送り出す計画。町年寄達は、辰次郎にその頭取になる事を命じた。
黄巾党（こうきんとう）
唐人屋敷内に組織された秘密結社。体の一部に黄色い手巾を着けている事からこう呼ばれるようになった。元は中国福建省・福州の強盗団。
神女日輪坐像、和茶散華浮遊図（かんじょにちりんざぞう、わちゃさんげふゆうず）
辰次郎が描いた、遊女和茶をモデルにした肖像画と裸婦画。

## 作品リスト
角川春樹事務所より刊行。
- 瑠璃の寺 （1999年2月 ISBN 4-89456-147-6）

ハルキ文庫より刊行。
1. 悲愁の剣 （『瑠璃の寺』改題 2001年10月 ISBN 4-89456-897-7）
2. 白虎の剣 （2003年6月 ISBN 4-7584-3049-7）